# J. J. Redick
Jonathan Clay „J. J.” Redick (Cookeville, Tennessee,  1984. június 24. –) amerikai kosárlabdázó és edző. Jelenleg a Los Angeles Lakers edzője.
193 centiméter magas, 86 kilogramm súlyú. 2006-ban fedezte fel az Orlando Magic az NBA-drafton. Főiskolai évei alatt a Duke Egyetem kosárlabdacsapatában játszott.
Főként a hárompontos dobásokban és a szabaddobásokban jeleskedett. Ő a Duke Egyetem mindenkori vezető pontszerzője.